# Windows Aero

Windows 7中的Windows Aero

Windows Vista中的Windows Aero

Windows Aero是從Windows Vista開始使用的用户界面設計語言，透明玻璃感讓使用者一眼貫穿。「Aero」為四個英文單字的首字母縮略字：Authentic（真實）、Energetic（動感）、Reflective（反射）及Open（開闊）。意為Aero界面是具立體感、令人震撼、具透視感和闊大的用戶界面。除了透明的介面外，Windows Aero也包含了即時縮圖、即時動畫等視窗特效，吸引使用者的目光。
針對Windows Vista，Aero Glass 效果只預載家用進階版、商務版、企業版和旗艦版等版本中，至於Windows 7，只預載在家用進階版、專業版、企業版與旗艦版中。但是微软于其团队 blog 中已宣布，Windows 8 RTM中，桌面已抛弃Aero Glass 效果而改用Metro UI设计，但部分Aero設計，如Aero Snap和透明工作列仍然保留，不過可以用第三方程式來修改。而在Windows 10中，Aero效果部分恢复，2017年起被整合到全新的“流畅设计体系”。

## 概觀
Windows Aero是Windows Vista開始使用的新元素，包含重新設計的Windows Explorer樣式、半透明視窗邊框樣式、Windows Flip 3D視窗切換、即時縮圖，以及使用新的字型。
Windows Aero亦可於Windows Server 2008或後續的伺服器版本作業系統中使用，但需要先安裝「桌面體驗」功能及啟用相關服務。

### Windows 7
Windows 7目前所使用的Windows Aero有許多功能上的調整，以及新的觸控介面和新的視覺效果及特效：
- Aero Peek透視：滑鼠指標指向工作列上圖示，便會跳出該程式的縮圖預覽，指向縮圖時還可看到該程式的全螢幕預覽。此外，滑鼠指向工作列最右端的小按鈕可看到桌面的預覽。
- Aero Shake晃動：點選某一視窗後，搖一下滑鼠，可讓其他開啟中的視窗縮到最小，再晃動一次便可回到原貌。
- Aero Snap視窗調校：點選視窗後並拖曳至桌面的左右邊框，視窗便會填滿該側桌面的半部。拖曳至桌面上緣，視窗便會放到最大。此外，點選視窗的邊框並拖曳至桌面上緣或下緣會使得視窗垂直放到最大，但寬度不變，逆向操作後視窗則會回到原貌。
- 觸控介面：為了方便利用觸控技術操作，稍微放大了標題列及工作列的按鈕。
- 放到最大的視窗仍舊保持透明的邊框，而以往Windows Vista中，視窗放到最大後，會以該佈景主題的顏色（視窗顏色）填滿邊框，有相當大的不同。
- 當滑鼠滑過工作列上的圖示時，圖示背景會浮現該圖示最顯著的RGB色彩，此外，滑鼠的指標處會有更亮的顏色跟著指標移動。
- 當移動視窗時，Aero特效的視窗更新率會降低，減低CPU和GPU的負荷， 讓程式能穩定的運作。
- 使用者可選擇開啟或關閉視窗邊框陰影效果。

## 使用者界面
在發佈Windows 95的時候，微軟已經重新設計Windows的使用者界面、外觀樣式、常用控制項（例如按鈕及選項按鈕）、工作對話框、使用向导（wizard）、常用對話框、控制台、圖示、字體、用戶通知及语调（"tone" of text）等。而微軟亦為Windows後代的作業系統再次重新設計用戶界面使界面能更容易使用和美觀。

### Windows Aero樣式
Microsoft Windows中設計最佳的使用者界面，透明的玻璃特效讓使用者获得较好的应用体验。

Windows 7的Aero Glass 效果

### Windows檔案總管
Windows檔案總管也是新的設計樣式，與Windows XP等過去的系統有截然不同的風格。其包含以下特色
- 地址不再以斜線（\）方式表示，而是以「Windows檔案總管地址列箭頭樣式」表示，點選資料夾後方的箭頭則能檢視該資料夾內所包含的資料夾，但仍然還是可以以傳統斜線（\）來輸入地址。

以箭頭樣式取代傳統斜線（\）的檔案總管地址列 ，圖為Windows 7中的顯示畫面

- 上方有常用執行方式，依照檔案類型有不同的方式動作。
- 下方則為詳細資料，顯示圖案大圖示以及詳細資料，所有詳細資料更改工作可直接由此完成。
- 左方有最愛的連結類似我的最愛的意思，連結到系統的資料夾。以及以樹狀方式展開的資料夾目錄，但是方式有所不同，僅有上下捲軸不包含左右橫向捲軸，檔案名稱過長時以智慧型方式移動。
- 以上皆可由使用者自行拼湊樣式。

### Windows Flip 3D
以更改視窗視角來檢視所有視窗內容，就像書籤一樣清楚的預覽視窗內容。啟動Flip 3D必須先按住“Windows徽标键”，再按下“Tab键”（Windows 8被移除該功能，而在Windows 10是“任务视图”，但沒有了立體效果）。

Windows Flip 3D
(Windows 7中的截圖)

Windows 7 的 Aero Peek（预览桌面）

### 精靈
「精靈97」（Wizard 97）是設計精靈程式的主要標準，它採用視覺化和簡約的版面以引導使用者完成複雜的電腦設置，它亦於Windows 98至Windows Server 2003系統中廣泛地使用。在Windows Vista中的Aero精靈則取代以往的「精靈97」，使用更為視覺化的界面以配合Aero界面的設計風格，其包含以下特色：
- 為了提高精靈程式的效率，在「精靈97」中的「歡迎」和「完成」頁面將不會再次於Aero精靈中出現。（導致有這個轉變的原因是由於有些程式如SQL Server 2005等都在「歡迎」頁面中提供一個選項允許使用者在下一次使用精靈時關閉「歡迎」頁面）
- Aero精靈可以改變精靈視窗的大小，鑑於「精靈97」限定了精靈視窗的大小。
- 每個步驟的原因和工作方法都清楚列寫在精靈視窗的頂部位置。
- 新增了一項指令名為「命令連結」（Command link），類似Windows XP視窗中的工作列，讓使用者能從一個短列表中只需點擊一下工作選項就能進行工作。
- 「上一頁」（Back）按鈕會移到精靈視窗的左上方以配合其他Vista程式的視覺風格，「下一步」（Next）按鈕只會在需要的時候才會出現在頁面上。
- 任務頁面（Commit pages）的概念亦被帶入到Aero精靈中，讓使用者清楚知道下一個步驟該進行什麼工作。如果沒有延伸工作可供執行時，此頁面就是精靈程式中的最後頁面。典型的任務頁面都會在右下方出現一個按鈕告知接著要進行工作，引導使用者完成整個精靈程式，例如「創建帳號」。
- 到達精靈程式的最後一個步驟時，一個延伸頁面（Follow-up page）可讓使用者在完成整個精靈程式後選擇想進行的延伸工作。例如燒錄CD精靈的延伸項目是「複製這片光碟」或「製作光碟封面」。

### 通知氣球
提示功能使一个正在运行的软件或系统在系统栏裡弹出一个提示气球，以通知有关的事项或问题。这些初建于Windows 2000的窗口，同时被广泛的称为「气球」，是类似漫画裡的「对话气球」。由于其打扰性，这些气球常在之前的视窗裡被弹出，尤其是其在全屏幕程序如游戏运行时的侵扰。Aero裡的提示优化将旨在减少其干扰性，比如说渐渐的出现和消失，同时也不会在全屏幕程序或保护屏幕运行下出现，它将被编排至适当的时候才出现。较大的图标和多样化的字体与颜色将在Aero提示视窗裡供选择。

### 字型

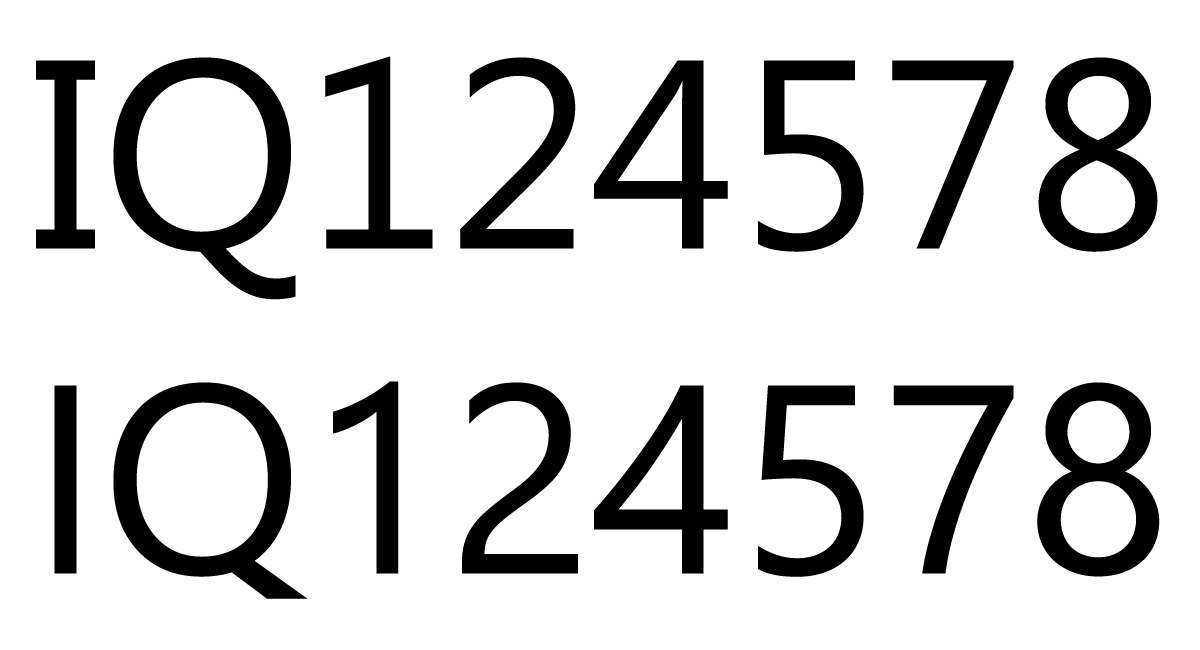
Segoe UI的新旧字形对比，上方为Windows Vista和Windows 7字型，下方为Windows 8、Windows 8.1、Windows 10及Windows 11字型。

Segoe UI 字體是使用拉丁字母語系（如英語等）以及希臘語和斯拉夫語Windows的新預設字體，繁體中文方面，字型是微軟正黑體，簡體中文則是微軟雅黑，日文是明體（英語：Meiryo），韓文是清黑体（英語：Malgun Gothic）。而且預設字體大小亦從8pt增至9pt以提高可讀性。並且對於Windows Vista的文字色彩配置及文字大小都有嚴格規定。
- 主要文字為藍色，大小12pt
- 內文顏色為黑色，大小9pt
- 說明文字顏色為灰色，大小9pt
- 連結文字顏色藍色，大小9pt
- 滑鼠指標移至連結文字上方顯示顏色為藍色，大小9pt
- 傳統視窗依舊使用舊有字型，例如：繁體中文使用新細明體、簡體中文使用宋體、英文使用Arial。

### 語调
也解决了在Aero用户界面中用文本书写的“语调”（Phrasing tone）问题。微软公司以前的设计指导中很少涉及用户界面的文本应该如何拼写，因此在以前的系統带来了在操作系统不同部分之间的信息与要求表示方法不一致的情况（例如在不同屬附軟件中，一個相同的物件會有幾種不同稱呼，對使用者產生混淆）。
微软公司的研究表明Windows对于用户来说难于使用。用户对于有些消息的表述不甚满意或者感到厌烦。尤其是一些電腦术语及行话的过度、不一致的应用，对于新用户来说更是一道门槛，并且有些消息不甚明了甚至是盛气凌人。例如在以往的Windows版本內，每逢系統遇上問題便會提示使用者聯絡系統管理員或網絡管理員，如同使用着一種「推卸責任」的方法，讓使用者在解決問題時根本得不到微軟提供的資訊，往往只能從自己經驗去解決，所以對新用戶造成極大困擾。
Vista及其应用程序指导建议这些消息用简洁、客观、确定地正确表达技术问题建议，并且假定聪明的用户能够据此解决特定的问题。比如一些特定的建议包括使用第二人称以及主动语态（如“打印您照相机中的照片”），要避免使用「请」或者「对不起」这样的词汇；這個行為和Microsoft的主要競爭對手Apple Mac OS的「User Friendly」完全相反。

## 系統需求
微軟發表了支援Windows Aero的電腦配置，名為Vista Premium Ready。能達到或超越Premium Ready要求的電腦才能使用到新的Aero技術。
- 1GHz的32位元（x86）、64位元（x64）中央處理器
- 1GB的內存條。
- 支持 Windows Display  Driver Model 驱动程序、Pixel Shader 2.0 和 32 位每像素的 DirectX 9 类圖形處理器。
- 128MB的顯存
- 至少需要Windows Vista以上系統

而顯示卡的最低需求則需要是Intel的GMA 950（945G晶片組）、ATI Technologies Radeon 9500系列或NVIDIA GeForce FX 5200系列的顯示卡等。

## 與Mac OS X界面的相近之處
WinSuperSite評論者Paul Thurrott指出了很多Aero界面與Mac Aqua界面的相近之處；他提出Aero界面的半透明技術將「難以避免」人們把Aero界面與Mac OS X界面比較。
資深Mac專欄作家和書本作家John Rizzo在eWeek的一篇文章寫到：「微軟似乎從Mac OS X的用戶界面和功能中取得很多線索，例如是一些專門用語等，甚至一些Vista的圖示竟然出奇地與Tiger的圖示甚為相似。」

## 「Windows Vista Standard」與「Windows 7 Standard」

### Windows Vista Standard
「Windows Vista Standard」的視窗樣式只包含於Windows Vista Home Basic中。這個視窗樣式擁有與Windows Vista Aero相同的外觀，而使用者亦可以自行更改視窗邊框的顏色，但無法開啟半透明視窗邊框樣式，此外也不包含視窗動畫及不能使用「Filp 3D」切換視窗的特效。此視窗樣式的硬件需求與完整功能的Windows Vista Aero相同。

### Windows 7 Standard
「Windows 7 Standard」的視窗樣式只包含於Windows 7 家用入門版中。這個視窗樣式擁有與Windows 7 Aero相同的外觀，但與「Windows Vista Standard」不同的是使用者不能更改視窗邊框的顏色，亦無法開啟半透明視窗邊框樣式，此外也不包含視窗動畫及不能使用「Filp 3D」切換視窗的特效，但使用者仍可使用Peek、Shake及Snap等功能。此視窗樣式的硬件需求與完整功能的Windows 7 Aero相同。

## 外部連結
- 什麼是 Windows Aero？（繁體中文）
- 什麼是 Aero 特效桌面體驗？ （页面存档备份，存于）（繁體中文）
- 疑難排解 Windows Aero 的問題 （页面存档备份，存于）（繁體中文）

## 參看
- 桌面視窗管理員
- Xgl
- Ribbon
- Windows Vista新功能